# 대명회전
대명회전(大明會典)은 명나라의 제도와 행정 법규를 기록한 법전이다. 원래 편집자인 쑤푸가 사망한 이후, 이동양과 신시행이 그 작업을 떠맡아 완성하였다. 만드는 데에 11년이 걸렸고, 1509년에 출판되었다.
두번째 판의 대명회전은 1576년에 다시 제작되기 시작되었고, 당시 황제였던 만력제의 이름을 따서 만력회전(萬曆會典)이라는 이름을 붙였다. 이 작업은 1587년에 끝났다. 